# Inibitori delle JAK
Gli inibitori della Janus chinasi, noti anche come JAK inibitori o jakinibs, sono una categoria di farmaci che inibiscono uno o più enzimi della famiglia delle Janus chinasi (JAK1, JAK2, JAK3 e TYK2), interferendo così con la via di segnalazione delle JAK/STAT.

Passaggi chiave del percorso JAK-STAT. La segnalazione JAK-STAT è composta da tre proteine principali: recettori della superficie cellulare, Janus chinasi (JAK) e trasduttore di segnale e attivatore delle proteine di trascrizione (STAT). Una volta che un ligando (triangolo rosso) si lega al recettore, i JAK aggiungono fosfati (cerchi rossi) al recettore. Due proteine STAT si legano quindi ai fosfati e quindi le STAT vengono fosforilate dai JAK per formare un dimero. Il dimero entra nel nucleo, si lega al DNA e provoca la trascrizione dei geni bersaglio.

Questi inibitori hanno un'applicazione terapeutica nel trattamento del cancro e di alcune malattie infiammatorie sia in ambito reumatologico che dermatologico. Rivestono un ruolo anche nel trattamento di alcune malattie autoimmuni perché agiscono principalmente sui linfociti. Lo sviluppo di inibitori selettivi di JAK3 è un settore molto attivo della ricerca farmacologica.

## Farmaci noti

### Farmaci approvati
- Ruxolitinib (nomi commerciali Jakafi e Jakavi) contro JAK1/JAK2 mielofibrosi,[6][7][8] e artrite reumatoide.[9] Approvato dalla FDA degli Stati Uniti nel novembre 2011 per mielofibrosi (intermedia o ad alto rischio) e policitemia vera, in pazienti con risposta inadeguata o intolleranti all'idrossiurea.[10]
- Tofacitinib (nomi commerciali Xeljanz e Jakvinus, precedentemente noto come tasocitinib e CP-690550) contro JAK3 per la psoriasi e l'artrite reumatoide.[11] La FDA statunitense lo ha approvato nel novembre 2012 per l'artrite reumatoide (da moderatamente a gravemente attiva) in pazienti che avevano una risposta inadeguata o intolleranza al metotrexato.[12]
- Oclacitinib (nome commerciale Apoquel) - contro JAK1[13] per il controllo del prurito associato a dermatite allergica e il controllo della dermatite atopica nei cani di almeno 12 mesi di età.[14][15]
- Baricitinib (nome commerciale Olumiant) contro JAK1 e JAK2 per l'artrite reumatoide.[16]
- Peficitinib (ASP015K, JNJ-54781532; nome commerciale Smyraf) inibisce principalmente JAK3 e viene usato per il trattamento dell'artrite reumatoide.[17][18] Approvato per l'uso in Giappone nel 2019.[19]
- Fedratinib (SAR302503; nome commerciale Inrebic) è un inibitore JAK2 per il trattamento della mielofibrosi primaria (incluso in pazienti precedentemente trattati con ruxolitinib) o mielofibrosi secondaria (post-policitemia vera o trombocitemia post- essenziale. Approvata dalla US FDA il 16 agosto 2019.[20][21]
- Upadacitinib (nome commerciale Rinvoq; ABT-494) contro JAK1 per l'artrite reumatoide. Approvato dalla FDA degli Stati Uniti il 16 agosto 2019.[22]
- Abrocitinib (PF-04965842, nome commerciale Cibinqo) contro JAK1 per dermatite atopica e psoriasi da moderata a grave.[23][24][25] Approvato dall'FDA nel 2022.[26]

### Farmaci in sperimentazione
- Filgotinib (G-146034, GLPG-0634) contro JAK1 per l'artrite reumatoide e la malattia di Crohn.[27]
- Cerdulatinib (PRT062070) doppio inibitore SYK e JAK per neoplasie ematologiche.[28]
- Gandotinib (LY-2784544) contro JAK2 per neoplasie mieloproliferative.[29]
- Lestaurtinib (CEP-701) contro JAK2 per leucemia mieloide acuta (LMA).[30]
- Momelotinib (GS-0387, CYT-387) contro JAK1 e JAK2 per disturbi mieloproliferativi[31] e carcinoma pancreatico metastatico recidivante/refrattario.[32]
- Pacritinib (SB1518) contro JAK2 per linfoma recidivante e neoplasie mieloidi avanzate,[33] anche mielofibrosi,[34] neoplasie mieloproliferative e sindrome mielodisplastica.[35]

### Farmaci indicati in off label
- Cucurbitacina I (JSI-124).[36]
- CHZ868 - un inibitore JAK2 di tipo II per l'uso in disturbi mieloproliferativi e leucemia mielomonocitica cronica (CMML).[37][38]
- Tofacitinib per alopecia universalis.[39]
- Tofacitinib e ruxolitinib topici per l'alopecia.[40]
- Ruxolitinib topico per la vitiligine.[41]

## Meccanismo d'azione

Sinossi dei segnali e vie di trasduzione coinvolte nell'apoptosi.

Le citochine svolgono ruoli chiave nel controllo della crescita cellulare e della risposta immunitaria. Molte citochine funzionano legandosi e attivando i recettori delle citochine di tipo I e di tipo II. Questi recettori a loro volta si basano sulla famiglia di enzimi Janus chinasi (JAK) per la trasduzione del segnale. Quindi i farmaci che inibiscono l'attività di queste chinasi Janus bloccano la via di segnalazione delle citochine.
Più specificamente, sono recettori di citochine attivati fosforilati Janus chinasi. Questi recettori fosforilati a loro volta reclutano fattori di trascrizione STAT che modulano la trascrizione genica.
Il primo inibitore di JAK a raggiungere gli studi clinici è stato tofacitinib. il tofacitinib è un inibitore specifico di JAK3 (IC 50 = 2 nM) capace di bloccare l'attività di IL-2, IL-4, IL-15 e IL-21. Quindi la differenziazione delle cellule Th2 è bloccata e pertanto tofacitinib è efficace nel trattamento delle malattie allergiche. Tofacitinib in misura minore inibisce anche su JAK1 (IC 50 = 100 nM) e JAK2 (IC 50 = 20 nM) che a sua volta blocca IFN-γ e IL-6 segnalazione e conseguentemente differenziazione cellulare Th1.
Un meccanismo (rilevante per la psoriasi) è che il blocco dell'IL-23, dipendente da Jak, riduce l'IL-17 e il danno che esso provoca.